# Ctibor Nečas
Ctibor Nečas (* 26. Juli 1933 in Rakvice; † 19. Dezember 2017) war ein tschechischer Historiker, der auf die Geschichte der Roma spezialisiert war.

## Leben
Nečas studierte Geschichte und tschechische Sprache an der Masaryk-Universität in Brünn. Als Post-Doc studierte er an der Jagiellonen-Universität in Krakau. Danach arbeitete er als Lehrer und Universitätspädagoge. Im Jahr 1992 wurde er zum Professor ernannt. Schwerpunkt seiner Arbeit war die Verfolgung der Roma durch die Nationalsozialisten und der Völkermord an den Roma.

## Werke (Auswahl)
- Čtení o Ostravě. Ostrava : Československá společnost pro šíření politických a vědeckých znalostí, 1964. (s M. Myškou)
- Hnutí ostravské revoluční mládeže v období buržoazní republiky. Ostrava : Profil, 1967.
- Čtení o revíru. 2. Nástin historie Ostravsko-karvinského kamenouhelného revíru do roku 1945. Ostrava : Pedagog. fak., 1969. (s M. Myškou)
- Vítkovické železárny v době národní nesvobody 1938-1945. Ostrava : Vítkovické železárny Klementa Gottwalda, 1970.
- Balkán a česká politika. Pronikání rakousko-uherského imperialismu na Balkán a česká buržoazní politika. Brno : Univerzita J.E. Purkyně, 1972.
- Nad osudem českých a slovenských Cikánů v letech 1939-1945. Brno : Univerzita Jana Evangelisty Purkyně v Brně, 1981.
- Dějiny věd a techniky. Určeno pro posl fak. pedagog., přírověd. a filozof. (dva díly) Praha : SPN, 1985-7. (s O. Zwettlerem)
- Na prahu české kapitálové expanze. Brno : Univerzita J. E. Purkyně, 1987.
- Andę oda taboris. Vězňové protektorátních cikánských táborů 1942-1943. Brno : Městský výbor Českého svazu protifašistických bojovníků, 1987.
- Aušvicate hi khér báro. Čeští vězňové cikánského tábora v Osvětimi II - Brzezince. Brnp : Masarykova univerzita, 1992.
- Podnikání českých bank v cizině 1898-1918. Rozpínavost českého bankovního kapitálu ve střední, jihovýchodní a východní Evropě v období rakousko-uherského imperialismu. Brno : Masarykova univerzita, 1993.
- Žalující píseň. O osudu Romů v nacistických koncentračních táborech. Strážnice : Ústav lidové kultury ; Brno : Muzeum romské kultury, 1993. (s D. Holým)
- Českoslovenští Romové v letech 1938-1945. Brno : Masarykova univerzita, 1994.
- Historický kalendář. Dějiny českých Romů v datech. Olomouc : Vydavatelství Univerzity Palackého, 1997.
- Holocaust českých Romů. Praha : Prostor, 1999.
- Romové v České republice včera a dnes. Olomouc : Univerzita Palackého, 2002.
- Romové na Moravě a ve Slezsku (1740-1945). Brno : Matice moravská, 2005.
- Špalíček romských miniatur. Osoby a dějství z romského dramatu, které se odvíjelo na scéně historické Moravy. Brno : Centrum pro studium demokracie a kultury, 2008.